# Эммербир
Эммербир (нем. Emmerbier, от нем. Emmer — полба), или пиво из полбы — традиционное немецкое пиво, тип эля, приготовленного на основе солода из полбы с содержанием алкоголя около 5,0–5,5%.

## Характеристики
Двузернянка, или полба, или полуполба, или эммер (лат. Triticum dicoccum) — это вид дикорастущей пшеницы из семейства злаки. Это нечто среднее между однозернянкой (Triticum monococcum), старейшей из известных сортов пшеницы, и дикими травами. Относится к старейшим из культивируемых растений. Впервые была использована для производства хлеба и пива в Месопотамии, прежде чем около 10000 лет спустя отделилась от культурной пшеницы. Имеет небольшое ядро и богатую танинами оболочку.
Для производства пива используется полбяной солод (обычно 50% или более) и солод из других злаков — однозернянки, пшеницы и ячменя, а также немецкий хмель. После брожения пиво должно вызревать в течение длительного времени при низких температурах для смягчения. Обычно полбяное пиво имеет тёмно-янтарный цвет, мутный внешний вид и резкий и острый, но приятный солодовый вкус с таниновым послевкусием, что делает его особенно подходящим в качестве замены для красного вина. Отлично сочетается с красным мясом, дичью и мясом барбекю. Содержание алкоголя колеблется от 5 до 5,5%, но может доходить до 6,8% (Enzensteiner Vetus Specialis Emmer Starkbier).

## Производители
Это редкий сорт пива, который производится несколькими немецкими пивоварнями: Riedenburger Brauhaus в Риденбурге, Hauf-Bräu Dentlein в Форсте, Enzensteiner в Шнайтахт-Енценроте, Volker-Bräu в Алцей и Sudmeister GmbH в Бад-Тельце.